# Fax

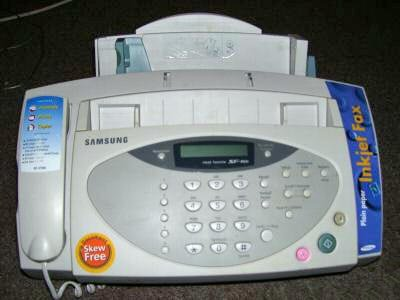
Un fax de la începutul anilor '90

Un fax este un protocol de comunicație capabil să transmită imagini prin intermediul telefoniei.
Faxul este un aparat ce transmite imagini sub formă digitală: imaginea sursă este achiziționată în timp real (de cele mai multe ori alb-negru, la o rezoluție de 100x200 sau 200x200 dpi), și transmisă aparatului receptor prin sistemul de telefonie, folosind semnal digital. În esență, un aparat fax este un modem, o imprimantă și un scaner într-o singură unitate, utilizată pentru un scop dat.
Originea cuvântul vine fax provine din engleză, fiind o prescurtare de la cuvântul "facsimil", care este similar cu forma latină "fac simile", "a face similar" - cu alte cuvinte, a copia.

## Capabilități
Există mai multe indicatoare pentru capabilitățile unui sistem de fax: Grupul, clasa, rata de trasmisie și conformitatea cu recomandările ITU-T (fostul CCITT).

### Grupul
- Faxurile din Grupul 1 sunt conforme cu Recomandarea T.2 a ITU-T. Faxurile din Grupul 1 transmit o singură pagină în șase minute, cu o rezoluție verticală de 98 linii pe inch. Faxurile din Grupul 1 sunt depășite și nu mai sunt produse.
- Faxurile din Grupul 2 sunt conforme cu Recomandările T.30 și T.3 ale ITU-T. Faxurile din Grupul 2 transmit o singură pagină în trei minute, cu o rezoluție verticală de 100 linii pe inch. Faxurile din Grupul 2 sunt și ele la rândul lor depășite și nu mai sunt produse. Faxurile din Grupul 2 pot interopera cu Faxurile din Grupul 3.
- Faxurile din Grupul 3 sunt conforme cu Recomandările T.30 și T.4 ale ITU-T. Faxurile din Grupul 3 transmit o singură pagină între 6 și 15 secunde (fără a include aici timpul pentru faza de negociere și sincronizare inițială). Rezoluția orizontală și verticală sunt cele indicate de standardul T.4 și pot varia între următoarele seturi de rezoluții fixe:

- Faxurile din Grupul 4 sunt conforme cu Recomandările T.563, T.503, T.521, T.6, T.62, T.70, T.72, T.411 până la T.417. Ele sunt proiectate să opereze cu circuite digitale ISDN la viteze de 64 kbit/s. Rezoluțiile acestora sunt determine de recomandarea T.6, care este o extindere a recomandării T.4.

### Clasa
Modem-urile pentru computere sunt proiectate după o anumită clasă de fax, care arată cantitatea de informație pe care acesta o procesează, eliberând CPU-ul computerului de operațiile aritmetice de fax-modem.
- Faxurile din Clasa 1 fac transferul de date în condițiile în care compresia datelor T.4/T.6 și administrarea sesiunii T.30 sunt făcute de software-ul de pe computer. Acesta este descrisă În recomandarea T.31 a ITU-T.
- Faxurile din Clasa 2 fac singure administrarea sesiunii T.30, dar compresia T.4/T.6 a datelor este făcută de către software-ul de pe computer. Recomandarea ITU-T pentru aceasta este T.32.
- Faxurile din Clasa 2.1 sunt numite și "super G3" și sunt mai rapide decât celelalte 2 clase

### Rata de transmitere a datelor
Faxurile folosesc mai multe metode de modulație transmisiunii pe linia telefonică. Ele sunt negociate în timpul fazei inițiale, dispozitivele fax folosind mai apoi cea mai mare rată de transmisie pe care ambele le pot suporta, de obicei un minim de 14.4 kbit/s pentru faxurile din Grupul 3.
| Standardul ITU | Data apariției | Viteza Datelor (bit/s)   | Metoda de modulație |
| -------------- | -------------- | ------------------------ | ------------------- |
| V.27           | 1988           | 4800, 2400               | PSK                 |
| V.29           | 1988           | 9600, 7200, 4800         | QAM                 |
| V.17           | 1991           | 14400, 12000, 9600, 7200 | TCM                 |
| V.34           | 1994           | 28800                    | QAM                 |

Notă: Faxurile 'Super Group 3' folosesc modulația V.34bis care permite o viteză de transmisie a datelor de până la 33.6 kbit/s.